# Leioproctus helichrysi
Leioproctus helichrysi är en biart som först beskrevs av Cockerell 1918.  Leioproctus helichrysi ingår i släktet Leioproctus och familjen korttungebin. Inga underarter finns listade i Catalogue of Life.

## Bildgalleri

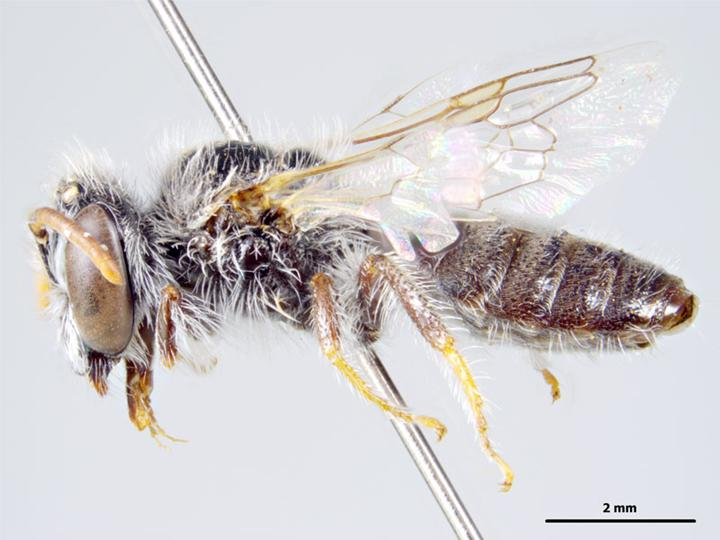